# Djélébou
Djélébou is een gemeente (commune) in de regio Kayes in Mali. De gemeente telt 23.500 inwoners (2009).
De gemeente bestaat uit de volgende plaatsen:
- Aourou (hoofdplaats)
- Dindinayé
- Horogniwa
- Leya
- Melga Soninké
- Melga Toucouleur
- Nahaly
- Sambawonsy
- Sarayero
- Sérénaty
- Tichy Ambidedi